# Cova de Nicanor
La Cova de Nicanor és una antiga cova funerària situada a la muntanya Scopus de Jerusalem, Israel. Les excavacions a la cova van descobrir una ossera amb una inscripció que feia referència a «Nicanor, el fabricant de la porta». La cova es troba al Jardí Botànic Nacional d'Israel, en els terrenys del campus de la muntanya Scopus de la Universitat Hebrea de Jerusalem.

## Història
L'octubre del 1902, el jardiner de la finca de John Gray Hill a la Muntanya Scopus, va descobrir un complex de coves funeràries en un camp al nord de la casa d'hivern.
Com Gray Hill estava a l'estranger en aquest moment, el jardiner va informar del descobriment al cònsol britànic, John Dickson, i la seva filla Gladys Dickson, una arqueòloga aficionada, va inspeccionar la cova i el seu contingut. Van trobar set osseres: 6 ordinaries i una amb una inscripció bilingüe en hebreu i grec. El jardiner va treure les osseres de la cova i Dickson no va poder determinar la seva posició original a l'interior. Tres dies després, R.A. Stewart Macalister, que excavava a  Tel Gezer en aquest moment, es va veure obligat a tornar a Jerusalem per un brot de còlera i va poder inspeccionar i autentificar la cova i la inscripció acabades de descobrir. La fotografia va ser presentada a Charles Simon Clermont-Ganneau.
A l'any següent, es van publicar dos articles en els informes trimestrals del Fons per a l'Exploració de Palestina: l'article de Clermont-Ganneau sobre aquesta i altres inscripcions, i l'informe detallat de Gladys Dickson sobre el complex de la tomba, il·lustrat amb plànols de Macalister. Gray Hill va lliurar l'ossera al Fons per a l'Exploració de Palestina, que al seu torn ho va transferir al Museu Britànic.
El complex consta de dues coves funeràries a les quals es pot accedir des d'un pati rectangular. El pla arquitectònic de la cova, l'estil artístic i les troballes dins d'elles, permeten datar el complex a mitjan segle i. La ceràmica romana d'Orient trobada en el fons dels pous del pati i dues creus gravades a la paret de la sala principal, demostren que el complex va continuar en ús fins al període romà d'Orient.
La cova que conté l'ossera de Nicanor és típica del període del Segon Temple. Conté quatre sales funeràries, cadascuna amb un seguit de nínxols. En els passatges entre les sales, les depressions rocoses indiquen que les entrades estaven decorades amb lloses de pedra, fenomen exclusiu d'aquesta cova. La segona cova, que consta d'una única sala d'enterrament, s'obre a la dreta, a la banda est del pati.
L'ossera de Nicanor està gravada amb motius geomètrics, amb una decoració tosca pintada en color vermell a la tapa. Les inscripcions apareixen en un extrem.

## Panteó Nacional d'Israel

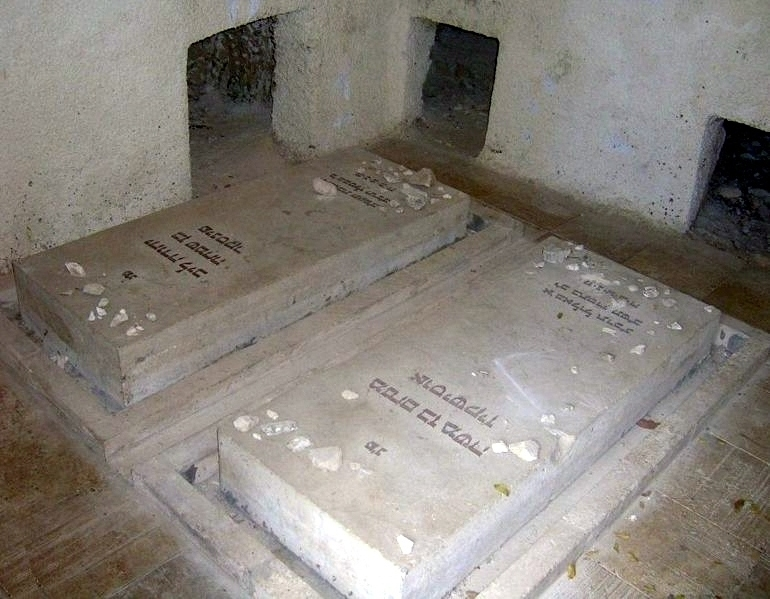
Tombes de Pinsker i Ussishkin a la cova

El 1934, les restes de Lleó Pinsker d'Odessa van ser enterrats de nou a la cova Nicanor per iniciativa de Menachem Ussishkin, que preveu un panteó nacional a la muntanya Scopus. No obstant això, l'única altra persona enterrada al lloc és el mateix Ussishkin, que va morir el 1941.
Un dels líders de la trama nacional es va establir al Mont Herzl després de la fundació de l'Estat d'Israel el 1948, en part perquè la Muntanya Scopus va esdevenir un enclavament en territori jordà ocupat.